# ماري كارتر
ماري كارتر هي قاضية كندية، ولدت في 11 أكتوبر 1923، وتوفيت في 1 أكتوبر 2010.